# Velký Ořechov

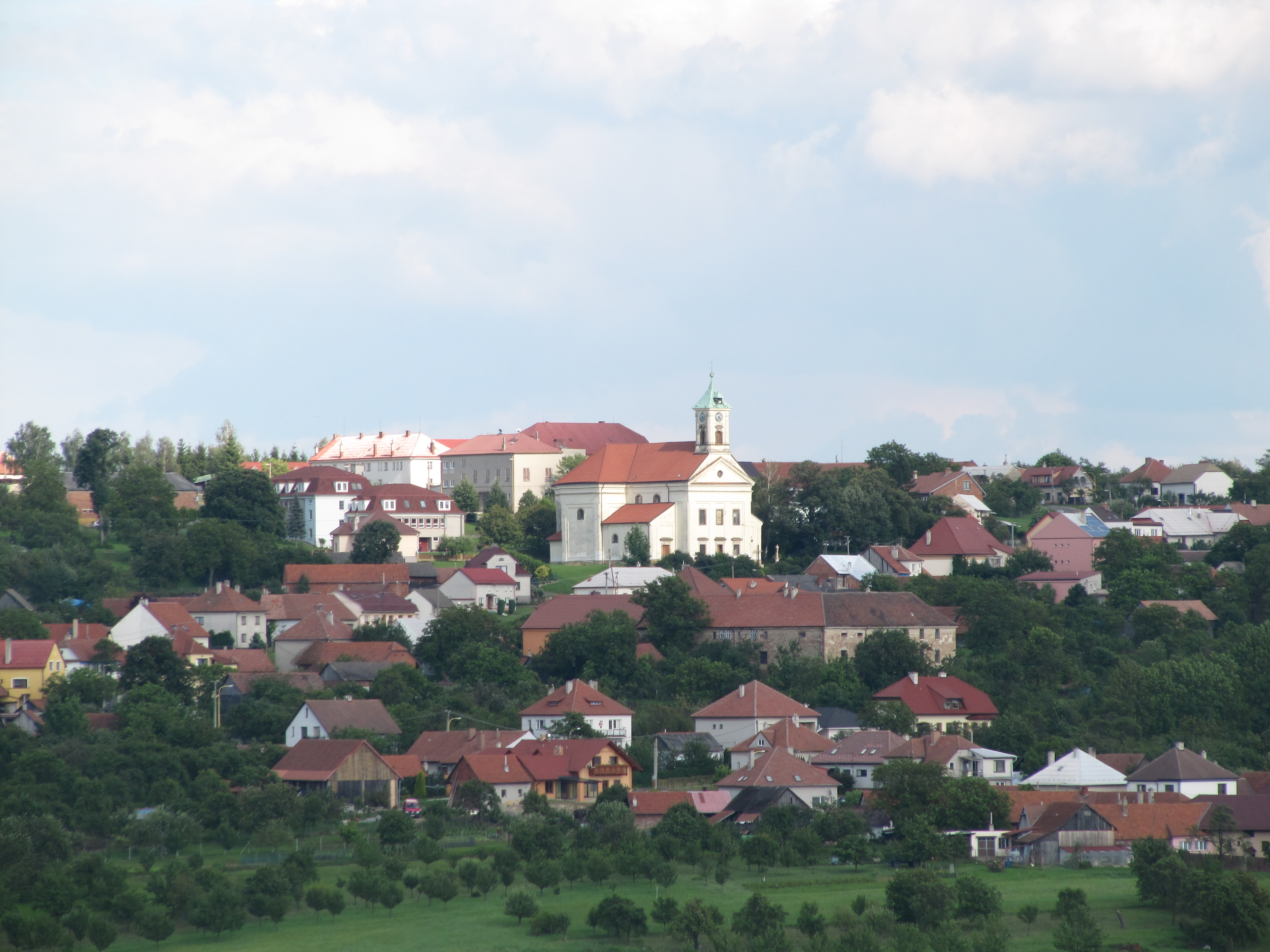
Ortsansicht

Velký Ořechov (deutsch Groß Orzechau, 1939–1945 Großnußdorf) ist eine Gemeinde in Tschechien. Sie liegt sieben Kilometer westlich von Luhačovice und gehört zum Okres Zlín.

## Geographie
Velký Ořechov befindet sich im Südwesten des Wisowitzer Berglandes. Das Dorf liegt am Südwesthang des Hügels Za Dvorem (410 m) über dem Tal des Baches Částkovský potok. Östlich des Ortes entspringt die Holomňa. Nördlich erhebt sich der Doubí (429 m) und im Nordosten der Za Dvorem (410 m).
Nachbarorte sind Doubí, Doubravy und Krasnovy im Norden, Hřivínův Újezd im Nordosten, Ludkovice und Kaňovice im Osten, Seče und Biskupice im Südosten, Dobrkovice im Süden, Pašovice im Südwesten, Háčky, Částkov, Kelníky und Svárov im Westen sowie Paseky und Zlámanec im Nordwesten.

## Geschichte
Die erste schriftliche Erwähnung des Dorfes Orechouem erfolgte 1141 in einer Urkunde des Olmützer Bischofs Heinrich Zdík als geistlicher Besitz. Später war das Gut unter verschiedenen Vladikengeschlechtern aufgeteilt. Im Jahre 1355 gehörte der Hof Orzechow mit einigen Anwesen Beneš von Ořechov; weitere Anteile hielten Višat von Ořechov sowie Alžběta von Ořechov und deren Sohn Racek. 1368 gehörte der Hof Orsechechowe einschließlich sieben Wirtschaften Ondřej von Šarov und ab 1384 Mikeš von Malenovic. Letzterer besaß im Jahre 1407 das ganze Dorf Orzechowe und veräußerte es an Zikmund von Honbice, der sich das Prädikat Honbice von Ořechov zulegte. 1485 erwarb Vlaštěk von Petropim das Gut von den Vladiken Honbice von Ořechov. Nachfolgende Besitzer waren ab 1492 Hynek Důň von Žákovice und ab 1496 Jan Onšík von Bělkovice. Zwischen 1508 und 1510 gehörte das Gut Bernart von Zástřizl und ab 1513 Michal von Čachtice und dessen Nachkommen. Im Jahre 1518 wurde Jan von Bítkov als Herr auf Orzechowe genannt, dabei wurde auch erstmals die Feste erwähnt. Ihm folgten ab 1526 Jan Ořechovský von Honbice, zwei Jahre später Hynek von Zdenín, ab 1530 Václav Tetour von Tetov, danach Kateřina von Torysy und vor 1533 die Brüder Adam und Zikmund von Zástřizl auf Prakšice. Adam von Zástřizl erweiterte den Besitz und machte die Feste zum Zentrum seiner Güter. Im Jahre 1581 erwarb Jan Hanuš von Šaratice das Gut. Aus dieser Zeit stammt auch das älteste Ortssiegel, das die Inschrift Obec Welke Orzechowe trägt. Zwischen 1603 und 1608 wurde Orzechowe unter Johann Zendler von Hof an dessen Gut Zlín angeschlossen. Havel Kurovský von Vrchlabí, der Orzechowe 1608 erwarb, löste das Gut wieder von Zlín los. Ab 1610 gehörte die Feste Orzechowe mit den untertänigen Dörfern  Ořechov, Březůvky, Doubravy, Dobrkovice, Hřivínův Újezd, Pašovice, Maršov und Polichno sowie den Höfen Ořechov, Doubravy, Pašovice, Polichno und der Brauerei Ořechov Václav Kokorský von Kokor. Dieser verkaufte die Feste und den Meierhof Oržechowy 1614 für 48.000 Gulden an die Witwe des Johann Haugwitz von Biskupitz, Maria Magdalena von Zierotin. Im Jahre 1633 wurde der Ort als Orzechow, 1671 erstmals als Gross Oržechau und 1673 lateinisch als Magno Orzechouiensis bezeichnet. 1652 erwarb Lev Wilhelm von Kaunitz auf Uherský Brod von den Schwestern Bohunka und Jana Eusebia Kokorský von Kokor die Güter Hřivínův Újezd und Ořechov mit den zugehörigen Wäldern Kamenec und V kopcích und schlug sie seiner Herrschaft Uherský Brod zu. 1846 wurde der Ort als Welky Ořechow bzw. Gross Ořechau bezeichnet. Bis zur Mitte des 19. Jahrhunderts blieb Welky Ořechow immer nach Uherský Brod untertänig. Besitzer des Gutes waren bis ins 20. Jahrhundert die Grafen von Kaunitz.
Nach der Aufhebung der Patrimonialherrschaften bildete Welky Ořechow / Gross Ořechau ab 1850 eine Gemeinde in der Bezirkshauptmannschaft und dem Gerichtsbezirk Uherský Brod. Ab 1872 wurde der Ort als Velký Ořechov / Orzechau bezeichnet. Während der deutschen Besetzung erhielt der Ort den eingedeutschten Namen Großnußdorf. 1949 wurde das Dorf dem Okres Zlín zugeordnet. Ab 1950 gehörte die Gemeinde zum Okres Gottwaldov-okolí und ab 1960 wieder zum Okres Gottwaldov, der nach der politischen Wende seit 1990 wieder den Namen Okres Zlín trägt.
In Velký Ořechov werden die Matriken für die Pfarrdörfer Dobrkovice, Doubravy, Hřivínův Újezd, Kaňovice, Kelníky und Velký Ořechov geführt.

## Ortsgliederung
Für die Gemeinde Velký Ořechov sind keine Ortsteile ausgewiesen.

## Sehenswürdigkeiten
- barocke Kirche des hl. Wenzel, errichtet zu Beginn des 18. Jahrhunderts nach Plänen von Domenico Martinelli
- Schloss Velký Ořechov, die Feste entstand am Übergang vom 14. zum 15. Jahrhundert und war einst Sitz der Vladiken von Ořechov. Unter Ulrich von Kaunitz erfolgte der Umbau zu einem kleinen Barockschloss. Heute wird das Bauwerk als Sitz der Grundschule genutzt.
- Statue des hl. Josef
- Statue des hl. Johann von Nepomuk, geschaffen 1733, am Dorfplatz
- Betsäule
- Kreuz
- Stauweiher am Částkovský potok, nordwestlich des Dorfes
- Schwefelhaltige Quelle der Holomňa